# Jephtas Gelübde

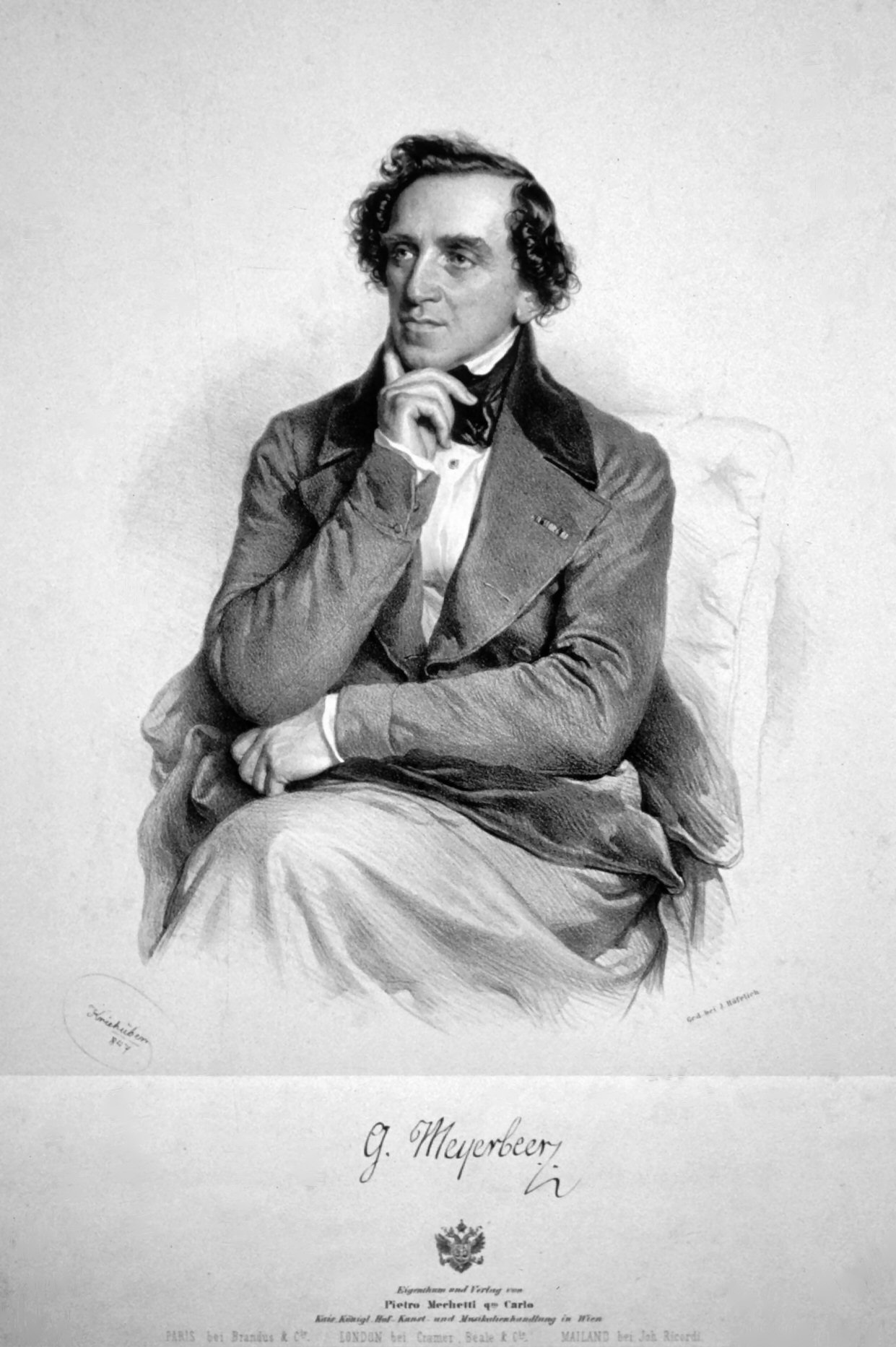
Giacomo Meyerbeer

Jephtas Gelübde (Jeftas löfte) är en opera med musik av Giacomo Meyerbeer. Librettot skrevs av Aloys Schreiber och bygger på berättelsen om Jefta i Gamla testamentet. Operan hade premiär på Hoftheater (Cuvilliés Theatre) i München den 23 December 1812. Två kopior av partituret finns kvar, ett i British Library i London, det andra i Bryssel.

## Historia
Meyerbeer komponerade Jephtas Gelübde under tiden som han studerade för Georg Joseph Vogler (och medan han ännu var känd som Jakob snarare än namnet Giacomo som han skulle ta sig efter studier i Italien). Han fullbordade partituret i Würzburg i april 1812 med att komponera ouvertyren sist. Under sina revideringar av partituret i juni och juli hade Meyerbeer redan påbörjat sin andra opera Wirth und Gast. Musiken speglar Voglers intresse för färgrik orkestrering.
Repetitionerna startade i november 1812 men Meyerbeer var inte nöjd. "Avsiktliga och oavsiktliga hinder av alla slag uppkom, och till och med den 20 december var jag inte övertygad om att operan skulle kunna spelas den 23:e. Ångest, ilska och förargelse av alla sorter störde mig under dessa sex veckor." Tre föreställningar spelades och operan blev ganska framgångsrik med flera nummer som applåderades, även om kompositörer ansåg att Lanius (som sjöng Jephta) "sjöng väldigt mediokert".

## Persiner
| Roller                              | Röststämma | Premiärbesättning 23 december 1812 Dirigent: Giacomo Meyerbeer |
| ----------------------------------- | ---------- | -------------------------------------------------------------- |
| Jephta                              |            | Christian Lanius                                               |
| Sulima, (Jephtas dotter)            | sopran     | Helena Harlas                                                  |
| Asmaweth (Sulimas älskade)          | tenor      | Georg Weixelbaum                                               |
| Tirza (Sulimas tjänarinna)          |            | Josephine Flerx                                                |
| Abdon                               |            | Georg Mittermayr                                               |
| Översteprästen                      |            | Herr Schwadke                                                  |
| Kör av leviter, fångar och soldater |            |                                                                |